# 原子鏸
原子鏸（英語：Marsha Yuan Zi Hui，1978年3月7日—），本名原和瑪，出生於美國，基督徒，其母親是知名武打明星鄭佩佩，有兩位姊姊，大姊原麗淇亦為演員。

## 經歷
原子鏸出生於美國洛杉磯，自小在美國加利福尼亞州聖瑪利諾長大，就讀 San Marino High School。十歲開始玩藝術體操，大學時主修音樂劇，1999年返港參選香港小姐並成為亞軍，更獲「完美肌膚獎」和「健康體態獎」。
2000年原子鏸因劇集《男親女愛》與香港歌手鄧健泓相戀，兩人於2004年分手。
2005年3月20日，在廣州舉辦邵氏名片海報劇照展覽上，拜了知名武術演員劉家輝為師。
在2007年參選中國大陸《我型我秀》音樂劇比賽，一心想藉此打進中國大陸市場。
2016年7月在香港參演音樂劇 Songs for A New World （页面存档备份，存于）
2022年6月18日，原子鏸在社交平台表示她與摩洛哥籍老公及兒子已在兩星期前（6月初）離港，定居美國。

## 作品

### 電視劇
- 2000年：《男親女愛》飾 阮婉
- 2002年：《杨门女将》飾 姜翠萍
- 2002年：《夺宝英雄》飾 庄健
- 2003年：《龙虎英雄》
- 2004年：《少年陈真》

### 電影
- 2002年：《焚獸之都》
- 2003年：《大丈夫》飾 陳綺貞
- 2006年：《大丈夫2》飾 祥嫂

### 其它
- 2010年：《反斗英語》第九集   香港電台
- 2011年：《反斗英語2011English Made Easy》 第三集，特務愛裝修

### 綜藝節目
- 2015年 《极速前进2》 和弟弟原和玉

## 唱片
- 2006年：《只為您》（國語EP）

## 外部連結
- 原子鏸的Instagram帳戶
- 原子鏸的Facebook專頁
- 原子鏸的新浪微博
- 原子鏸在互联网电影资料库（IMDb）上的資料（英文）
- 原子鏸在香港影庫上的簡介
- 原子鏸在豆瓣上的资料（简体中文）
- 原子鏸在时光网上的簡介（简体中文）

| 前任： 趙翠儀 | 香港小姐競選亞軍 1999年 | 繼任： 簡佩堅 |